# Amt Ziesar
Het Amt Ziesar is een samenwerkingsverband van zes gemeenten in het Landkreis Potsdam-Mittelmark in de Duitse deelstaat Brandenburg. Het amt telt 6.083 inwoners. Het bestuurscentrum is gevestigd in de stad Ziesar.

## Gemeenten
Het amt omvat de volgende gemeenten:
1. Buckautal (521)
2. Görzke (1.467)
3. Gräben (618)
4. Wenzlow (589)
5. Wollin (942)
6. Ziesar (stad) (2.808)

Bad Belzig ·
Beelitz ·
Beetzsee ·
Beetzseeheide ·
Bensdorf ·
Borkheide ·
Borkwalde ·
Brück ·
Buckautal ·
Golzow ·
Görzke ·
Gräben ·
Groß Kreutz (Havel) ·
Havelsee ·
Kleinmachnow ·
Kloster Lehnin ·
Linthe ·
Michendorf ·
Mühlenfließ ·
Niemegk ·
Nuthetal ·
Päwesin ·
Planebruch ·
Planetal ·
Rabenstein/Fläming ·
Rosenau ·
Roskow ·
Schwielowsee ·
Seddiner See ·
Stahnsdorf ·
Teltow ·
Treuenbrietzen ·
Wenzlow ·
Werder (Havel) ·
Wiesenburg/Mark ·
Wollin ·
Wusterwitz ·
Ziesar